# Lindor de la musique guyanaise
Pour les articles homonymes, voir Lindor.
Les Lindor de la musique guyanaise ou les Lindor sont une cérémonie de récompenses musicales en Guyane. Crée en 1992, visant à récompenser les artistes guyanais du monde musical,.
Il s’agit de l’équivalent régional des Victoires de la musique.

## Histoire
La cérémonie fut créée dans les années 90 par le saxophoniste Gaston Lindor, qui avait pour but de récompenser les artistes guyanais.

## Catégories
- Single Musique Plurielles
- Single Musique Urbaine
- Album variétés guyanaise
- Album reggae
- Album musique urbaine
- Album Jazz Créole
- Album Musique traditionnelle
- Succès carnaval
- Chanson guyanaise de l’année
- Artiste interprète féminine de l’année
- Artiste interprète masculin de l’année
- Révélation de l’année
- Duo ou Collaboration Exceptionnelle
- Groupe de l’année
- Compositeur de l’année
- Auteur de l’année
- Vidéo clip de l’année

### Lindor d'Honneur
- Lindor spécial du Jury au musicien ou arrangeur ou réalisateur de l’année
- Lindor pour l’ensemble d’une carrière
- Lindor de la chanson patrimoniale guyanaise
- Lindor pour une performance scénique originale ou un itinéraire musical exceptionnel
- Lindor spécial "Nou bon ké sa" en l'honneur du Mouvement social de 2017 en Guyane décerné à Dasinga

## Lauréats

### Artistes ayant gagnés le plus de récompenses
- Warren
- Fanny J
- Jahyanai
- Lova Jah